# Manitowoc
Manitowoc es una ciudad ubicada en el condado de Manitowoc en el estado estadounidense de Wisconsin. En el Censo de 2010 tenía una población de 33.736 habitantes y una densidad poblacional de 724,04 personas por km².

## Geografía
Manitowoc se encuentra ubicada en las coordenadas 44°5′55″N 87°40′53″O / 44.09861, -87.68139. Según la Oficina del Censo de los Estados Unidos, Manitowoc tiene una superficie total de 46.59 km², de la cual 45.66 km² corresponden a tierra firme y (2.01%) 0.93 km² es agua.

## Demografía
Según el censo de 2010, había 33.736 personas residiendo en Manitowoc. La densidad de población era de 724,04 hab./km². De los 33.736 habitantes, Manitowoc estaba compuesto por el 89.89% blancos, el 0.98% eran afroamericanos, el 0.61% eran amerindios, el 4.58% eran asiáticos, el 0.01% eran isleños del Pacífico, el 2.07% eran de otras razas y el 1.87% pertenecían a dos o más razas. Del total de la población el 5.02% eran hispanos o latinos de cualquier raza.